# Carangoides hedlandensis
Carangoides hedlandensis är en fiskart som först beskrevs av Whitley, 1934.  Carangoides hedlandensis ingår i släktet Carangoides och familjen taggmakrillfiskar. Inga underarter finns listade.